# Javier Cirujano Arjona
Javier Ciriaco Cirujano Arjona né le 7 novembre 1925 à  Jaraíz de la Vera, province de Cáceres, et mort en mai 1993, est un prêtre catholique espagnol. Envoyé par l'épiscopat espagnol à la demande du pape Pie XII à la paroisse de San Jacinto del Cauca, département de Bolívar. Au début des années 1970, la région commence à souffrir de la guérilla, notamment par les exactions du Parti révolutionnaire des travailleurs (PRT), de l'Armée populaire de libération (EPL), l'Armée de libération nationale (ELN) et des Forces armées révolutionnaires de Colombie (FARC-EP). Ces organisations, comme l'exprimait le prêtre assassiné dans sa correspondance avec sa sœur, étaient responsables de générer la terreur dans les quinze villages des Montes de María (montagnes situées en Colombie).

## Biographie
À douze ans, Javier Ciriaco Cirujano Arjona commence à étudier au lycée, puis la philosophie et la théologie au Séminaire de Plasencia, pour être ordonné prêtre en 1951. En 1964 il est envoyé par l'épiscopat espagnol à la demande du pape Pie XII à la paroisse de San Jacinto del Cauca. Il commence comme missionnaire prêtre ouvrier à la décharge du quartier de San Francisco, à Cartagena, en faveur des pauvres désemparés.
Il fonde en 1965 avec l'aide des habitants de la maison de José María Lora, un lycée sous le nom de Pío XII, face à l'analphabétisme de la population.
À plusieurs reprises, la guérilla demande à Javier Ciriaco Cirujano Arjona, curé de la paroisse, d'agir comme intermédiaire auprès du gouvernement national pour rechercher des solutions politiques au conflit et mettre fin à la violence. Le 29 mai 1993, Javier Cirujano Arjona prêtre de la paroisse de San Jacinto del Cauca se rend à cheval à Las Lajas, ville proche de San Jacinto del Cauca, pour préparer ses dernières activités pastorales. Sur le chemin du retour, il est enlevé par dix hommes cagoulés du Front Francisco Garnica de l'APL, et ne réapparaitra pas. Selon les autorités, le père a été torturé puis abattu par un commando de ce groupe subversif qui l'a enterré dans une tombe sans aucun signe permettant de l'identifier. Le 12 juin 1993, ce groupe de guérilléros rapporte que le père Javier avait été soumis à un « procès populaire pour collaboration avec des groupes paramilitaires » et que, à la suite de ce processus, il a été condamné « à l'ajustement », c'est-à-dire à la peine de mort.

## Post mortem
Après les funérailles à San Jacinto, le corps de Javier Ciriaco Cirujano Arjonaa est enterré à Cartagena accompagné d'une délégation espagnole. Sa dépouille est envoyée le 21 juillet dans sa ville natale. Une inscription figure sur sa tombe : « Cherchant la paix, il trouva la mort ».

## Hommages
- Une rue existe en son honneur à Jaraíz de la Vera : Calle Javier Cirujano Arjona,
- Le 23 juillet 1993, le pape Jean-Paul II a sévèrement condamné l’assassinat d’un missionnaire espagnol en Colombie. Au nom du pape, le cardinal Angelo Sodano, secrétaire d’État du Vatican, a envoyé un télégramme à Carlos José Ruiseco Vieira, évêque de Cartagena, pour déplorer la mort du Père Javier Cirujano Arjona, un prêtre espagnol de 70 ans enlevé par la guérilla, il y a un mois et demi, et dont le cadavre a été retrouvé  par des membres de l’armée colombienne. Le pape Jean Paul II déclare que le missionnaire espagnol est «victime d’une violence injustifiable»; il réprouve les actions contre la vie et la dignité des personnes, surtout dans l’accomplissement de la mission évangélisatrice[4].
- Le front qui a assassiné le prêtre Javier Cirujano est jugé par l'organisation. Des poursuites contre Julio Vega, commandant du groupe Caraballo est en fuite dans la zone de jungle du centre de Bolívar[5].